# Dramatikerstudion
Dramatikerstudion eller Svenska dramatikers studio var en svensk teatergrupp inriktad på tidigare ospelad svensk och nordisk dramatik. Dramatikerstudion grundades 1940 av författarna Brita von Horn och Vilhelm Moberg samt regissören Helge Hagerman. Teaterkritikern Elsa Collin var sekreterare. 
Gruppen bildades genom en förening av gemensamma intressen för svensk dramatik. Det finns olika uppgifter om exakt varifrån initiativet kom. Enligt Brita von Horn hade hon och Ragnar Josephson träffats vid ett författarmöte i Sigtuna hösten 1939 där von Horn själv tagit upp vikten av att spela svensk refuserad dramatik i orostider. Hennes tal hade bemötts med tystnad. När hon talat färdigt kom dock Ragnar Josephson fram till henne och ville stödja hennes idé. Senare anslöt även Vilhelm Moberg och Alice Lyttkens och Marika Stiernstedt. Enligt skådespelerskan Lillie Björnstrand kom däremot initiativet till gruppen från en samling yngre skådespelare och regissörer, däribland den nämnde Helge Hagerman, vilken skall ha varit den som tog kontakt med von Horn och intresserade henne för saken varefter hon i sin tur engagerade Josephson, Moberg och Collin.
Dramatikerstudion hade ingen egen scen under de första åren utan hyrde in sig på olika scener samt turnerade. Efter de första åren fick teatern ett hem i operettprimadonnans Anna Norries lägenhet på Hamngatan 28 (nuvarande H&M och parkeringshus i Stockholm). Där skapades vad von Horn kallade "lägenhetsteater" efter amerikansk modell enligt Orson Welles. 
Efter von Horn var Börje Mellvig i knappt ett år Dramatikerstudions ledare. Därefter tog blev Bertil Malmberg ombedd att bli Dramatikerstudions konstnärlige ledare. Brita von Horn satt som sekreterare och var en nyckelperson. Senare blev hon teaterns konstnärliga ledare och drev teatern fram till 1958. 
Bland de verksamma inom Dramatikerstudion märktes bland annat Willy Peters,
Gunnar Sjöberg, Tord Stål, Ingrid Luterkort, Sif Ruud, Ingrid Borthen, Ulla Sallert och Gunnar Björnstrand. Härtill kom Ingmar Bergman som slog igenom som regissör på Dramatikerstudion under åren 1943-1944. Andra regissörer vid Dramatikerstudion var Olof Molander och Per Lindberg.

## Repertoaren på Sveriges Dramatikers Studio 1940-42
- Program 1, premiär 25 januari 1940, Blancheteatern: Pappersväggen av Dicte Sjögren, Brudsporre av Ebbe Linde.
- Program 2, premiär 24 februari 1940, Blancheteatern: Pelops - Ett sorgespel om intigheten i dem makt som bars upp av brott av Carl af Ugglas, Marknadsafton av Vilhelm Moberg.
- Program 3, premiär 4 april 1940, Blancheteatern: Jag konungen av Brita von Horn - ett helaftonsprogram.
- Program 4, 8 maj 1940, Folkan: Okänd svensk soldat av Per-Axel Branner.
- Diskussionsafton på Berns 15 maj 1940.
- Program 5, 31 oktober 1940, Borgarskolan: Framåt av Lars-Levi Læstadius.
- Program, 6, 12 december 1940, Borgarskolan: Vägen till Kanaan av Rudolf Värnlund.
- Program 7, 25 januari 1941, Blancheteatern: Batavernas sammansvärjning av Axel Gauffin, regi Yngve Hedvall, Tåg 56 av Herbert Grevenius, regi Arne Lydén.
- Dramatikerstudions första turné, Tåg 56 av Herbert Grevenius och Marknadsafton av Vilhelm Moberg.
- Program 8, 25 februari 1941, Kårhuset, Studentteatern: Ringen slutes av Carl Ivar Sandström
- Program 9, 5 april 1941, Nya teatern: Hon som bär templet av Karin Boye, regi Börje Mellvig, Luther i Wartburg av Ivan Oljelund, regi Helge Hagerman.
- Program 10, 17 maj 1941, Folkan: Förmiddagsvisit av Gösta Sjöberg, Förtroeliga band av Herbert Grevenius, Femtioårsdagen av Vilhelm Moberg
- Program 11, 24 oktober 1941: Modern och stjärnan av Rudolf Värnlund, regi Börje Mellvig.
- Program 12, 4 december 1941: Se människan av Nils-Magnus Folcke, regi Börje Mellvig, En vårmorgon av Tor Hedberg, regi Börje Mellvig, Sagan av Hjalmar Bergman.
- Program 13, 13 maj 1942, Södra teatern: Hellas av August Strindberg.
- Program 14, 29 maj 1942: Medan snön faller och Applåderna av Karl Ragnar Gierow, Sista utvägen av Bo Willners.
- Turné hösten 1941: Sonja av Herbert Grevenius (Dramatens uppsättning, ny ensemble).
- Vårturné 1942: Änkeman Jarl av Vilhelm Moberg.